# Synaptula varians
Synaptula varians is een zeekomkommer uit de familie Synaptidae.
De wetenschappelijke naam van de soort werd in 1946 gepubliceerd door R.V. Nair.